# Jules De Bisschop
Pour les articles homonymes, voir Bisschop.
Jules De Bisschop est un avironneur belge du club royal d'aviron de Gand né dans la même ville le 5 février 1879 à Gand et mort le 21 décembre 1954 dans la même ville. Il a gagné une médaille d'argent aux Jeux olympiques de 1990 à Paris.

## Palmarès
- Jeux olympiques
  -  Médaille d'argent en huit aux Jeux olympiques de 1900 à Paris
- Championnats d'Europe
  -  Médaille d'or en huit aux Championnats d'Europe 1898 à Turin
  -  Médaille d'or en huit aux Championnats d'Europe 1899 à Ostende
  -  Médaille d'or en huit aux Championnats d'Europe 1900 à Paris